# Maria d'Alània
Maria d'Alània, nascuda Marta Bagration, fou una princesa georgiana filla del rei Bagrat IV i emperadriu romana d'Orient, esposa de Miquel VII Ducas i de Nicèfor III Botaniates. Va tenir un fill que no va succeir al seu pare. Va ser mentora i amiga d'Anna Comnena, que li va dedicar un capítol a la seva biografia. Se la recorda per les seves obres benèfiques i per ser la protectora de literats.

## Ascens al tron
Era filla del rei de Geòrgia, Bagrat IV, i de la seva segona esposa, Borena d'Alània. Fou batejada amb el nom de Marta. Com a princesa estava en la línia successòria després del seu germà Jordi. L'any 1056, quan només tenia 5 anys, fou enviada a Constantinoble per ser educada a la cort sota la protecció de l'emperadriu Teodora. Aquesta, però, va morir poc després i Marta fou retornada a Geòrgia. El 1065 es va casar amb el futur emperador Miquel, fill del rei Constantí X. En aquesta cort l'anomenaven Maria. Quan el seu marit fou entronitzat l'any 1071 ella va ser nomenada emperadriu. El seu matrimoni va ser una excepció a la tradició, ja que la família reial de Constantinoble tenien per costum buscar esposa entre els grecs. Per a ells, casar-se amb un no-grec equivalia a casar-se amb un estranger i això havia passat molt poques vegades.

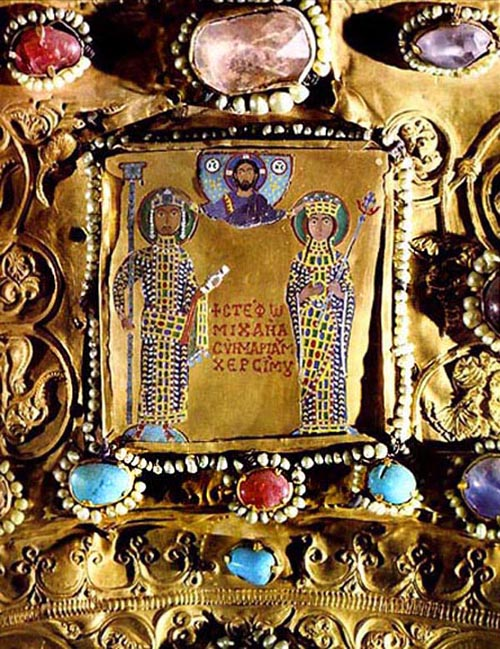
Imatge commemorativa del seu matrimoni amb Miquel VII

## Govern amb Miquel VII
Aquest període de la seva vida va estar marcat per les derrotes del seu marit a Anatòlia contra els seljúcides turcs, situació agreujada per la devaluació de la moneda, tot plegat va suposar una creixent insatisfacció social que va culminar amb un cop d'estat el 1078 que va deposar Miquel substituint-lo per Nicèfor III Botaniates. A Miquel el van obligar a ingressar en un monestir a Estúdion i Maria, amb el fill que havia tingut, va anar a viure al monestir de Petrion però no va esdevenir monja.

## Segon matrimoni

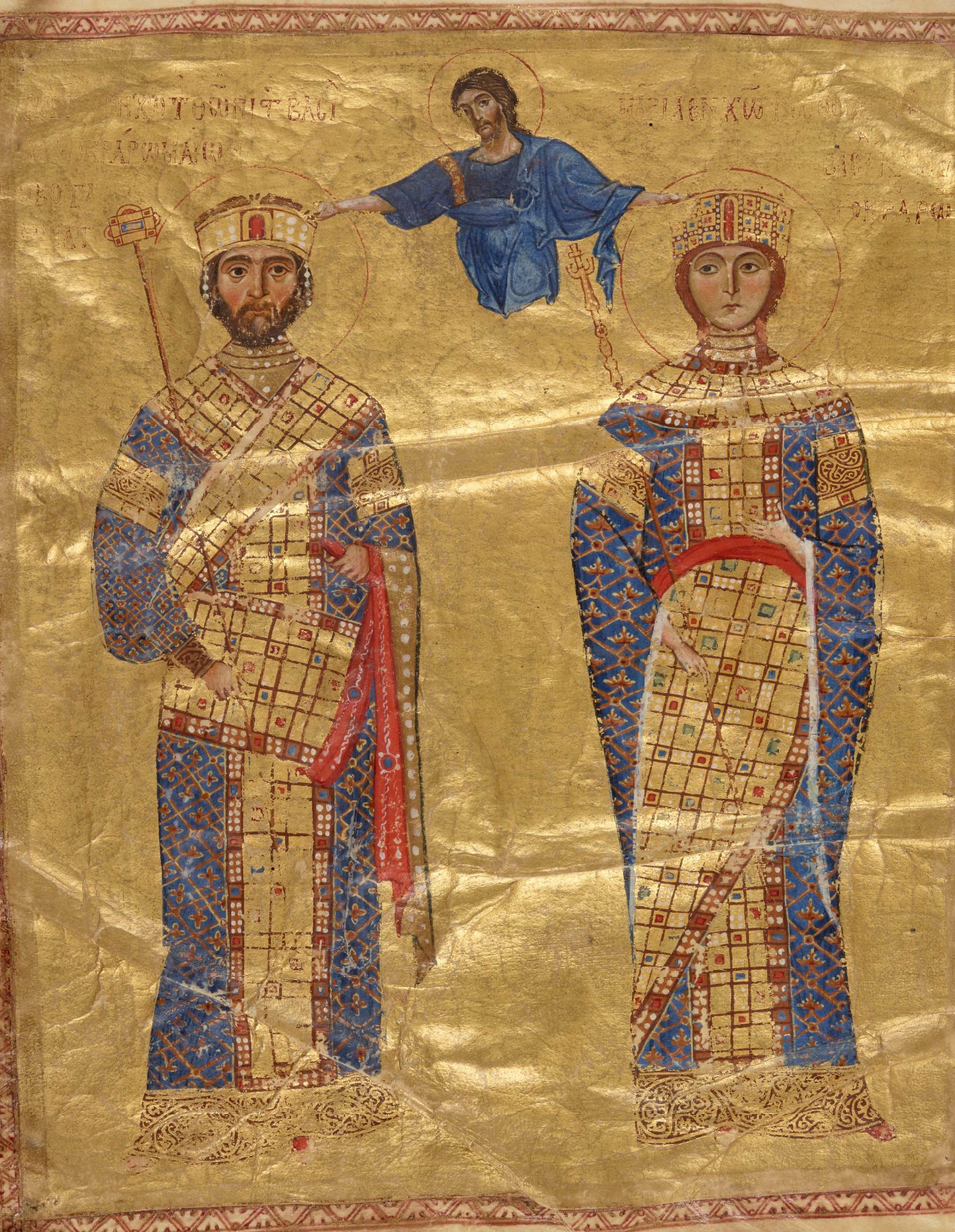
Imatge commemorativa del seu matrimoni amb Nicèfor III

L'esposa del nou emperador va morir poc després del seu ascens al tron i va anunciar la seva intenció de tornar-se a casar. Hi havia tres principals candidates: Maria, Eudòxia, sogra de Maria, i la filla d'Eudòxia, anomenada Zoè. Nicèfor semblava inclinat a acceptar Eudòxia, però Maria va rebre un gran suport per part dels seus parents: entre els arguments a favor deien que era una dona bella i que, per ser estrangera, no interferiria en assumptes d'estat. A més, amb aquesta elecció, es guanyava el favor dels fidels a l'antic emperador Miquel.
Com que el primer marit encara era viu, el nou matrimoni era considerat adúlter per l'Església Ortodoxa, i Joan Ducas, un partidari seu va haver de degradar un sacerdot que es negava a celebrar la cerimònia nupcial, que finalment es va fer el 1078. Com a part de l'acord matrimonial, a Maria se li va prometre que el seu fill, Constantí, seria nomenat hereu del regne. Nicèfor renegaria d'aquesta promesa temps més tard. Això no obstant, Maria fou tractada amb la dignitat que li corresponia i va rebre terres a nom seu. Nicèfor va voler estretir les relacions amb el germà de Maria, Jordi, al qui va concedir el tracte de cèsar.

## Retirada a un convent
Amb el temps Maria es va anar carregant de ressentiment per la negativa de Nicèfor a reconèixer el seu fill Constantí com a hereu i va participar en un complot per enderrocar-lo. El general Aleix I Comnè era qui va dirigir l'aixecament i es rumorejava que era l'amant de Maria. Aleix va forçar Nicèfor a abdicar i es va coronar ell mateix com a emperador el 1081. Després va proclamar Constantí com a successor i el va prometre en matrimoni amb la seva filla Anna. Aquesta situació va canviar dràsticament quan l'any 1087 Aleix va tenir un fill amb la seva esposa, llavors va trencar el compromís entre la seva filla i Constantí, i Maria fou obligada a ingressar en un convent. Malgrat tot, per respecte a la seva ascendència, Constantí va rebre l'estatus de coemperador, un títol superior al del germà gran de l'emperador, Isaac, mentre que a Maria se li va concedir garantia de seguretat personal. A Maria se li va confiar la companyia de la princesa imperial Anna, l'antiga promesa del seu fill, que van esdevenir molt amigues.

## Retorn a Constantinoble

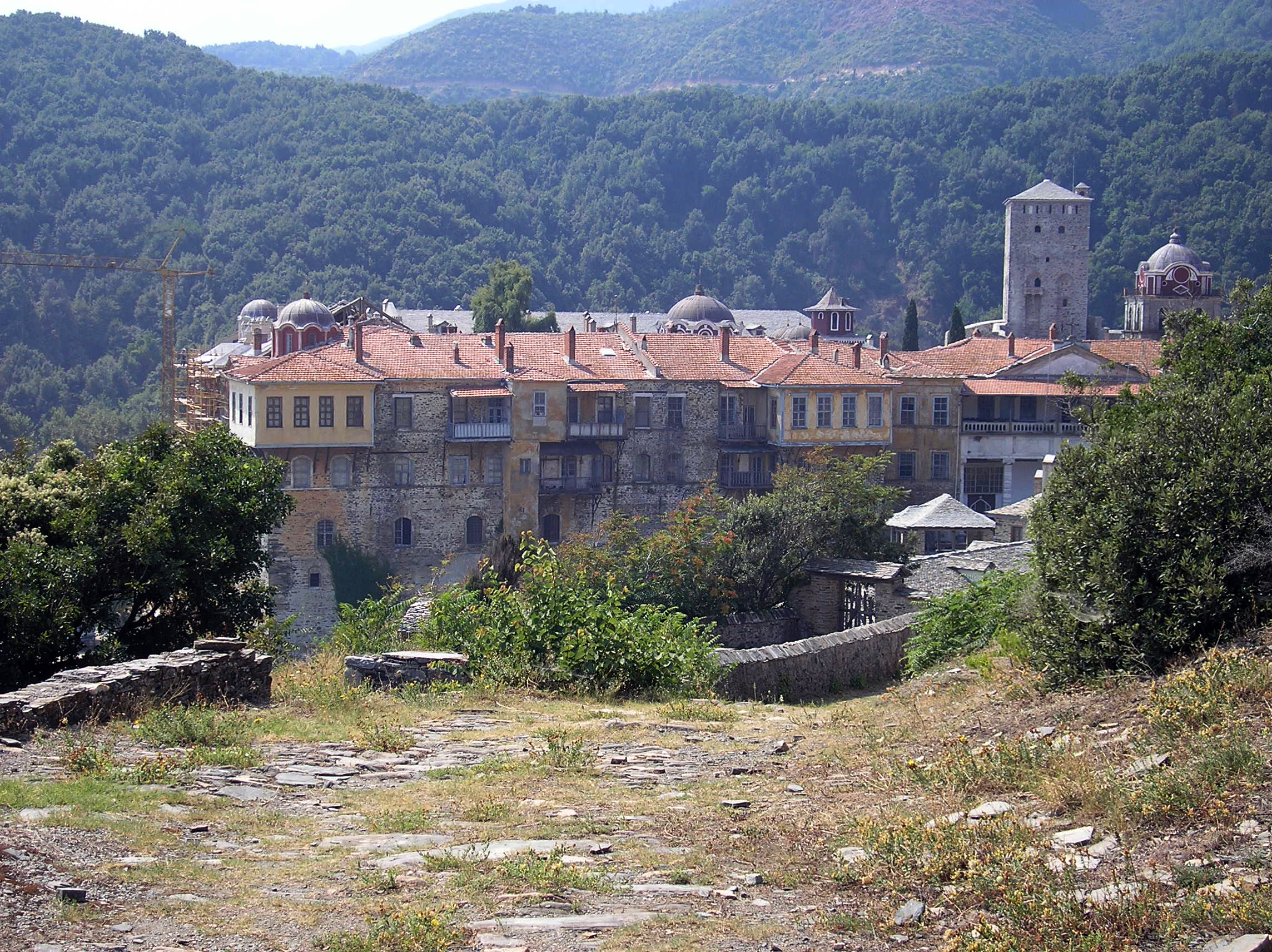
monestir d'Iviron Monastery, un dels monestirs patrocinats per l'emperadriu Maria

Després d'una temporada al monestir, a Maria se li va permetre tornar a Constantinoble, on va crear una cort alternativa en un palau al districte de Màngana. Duia vel i seguia vestint com a monja, feia actes de caritat i donacions a convents com el dels Ibers al Mont Atos o el de Kappatha a Jerusalem, on també feia donatius la seva mare Borena. Era la propietària del monestir d'Hebdomon, on està enterrat Basili II.
A la seva cort es va envoltar d'amants de les lletres i va protegir econòmicament alguns escriptors, entr ells: Joan Tzetzes, Teofilacte d'Ocrida i el filòsof neoplatònic Ioane Petritsi.
L'any 1096, després de la mort del seu fill, es va retirar voluntàriament a un convent del nord-est d'Anatòlia, on va morir. A la seva Georgia natal, és considerada una figura important per haver col·laborat a estretir lligams entre el seu país i la reialesa romana d'Orient. Maria és també recordada per les seves obres de caritat.

## Descripció
Segons la descripció que en va fer Anna Comnena, Maria tenia la pell blanca com la neu, era esvelta com un xiprer i la seva bellesa era comparable a la d'una flor en primavera. La seva mirada era radiant, tenia els ulls blaus i els cabells entre daurats i rogencs. Els qui la veien per primera vegada quedaven parats per l'impacte del seu encant personal. L'harmonia del seu aspecte era molt superior a la de qualsevol estàtua feta per un artista.

## Ancestres
|  |                                                 |  |  |  |  |  |  |  |  |  |  |  |  |  |  |  |
|  | Gurguèn d'Ibèria                                |  |  |  |  |  |  |  |  |  |  |  |  |  |  |  |
|  |                                                 |  |  |  |  |  |  |  |  |  |  |  |  |  |  |  |
|  |                                                 |  |  |  |  |  |  |  |  |  |  |  |  |  |  |  |
|  | Bagrat III                                      |  |  |  |  |  |  |  |  |  |  |  |  |  |  |  |
|  |                                                 |  |  |  |  |  |  |  |  |  |  |  |  |  |  |  |
|  |                                                 |  |  |  |  |  |  |  |  |  |  |  |  |  |  |  |
|  | Gurandukht d'Abkhazia                           |  |  |  |  |  |  |  |  |  |  |  |  |  |  |  |
|  |                                                 |  |  |  |  |  |  |  |  |  |  |  |  |  |  |  |
|  |                                                 |  |  |  |  |  |  |  |  |  |  |  |  |  |  |  |
|  | Jordi I                                         |  |  |  |  |  |  |  |  |  |  |  |  |  |  |  |
|  |                                                 |  |  |  |  |  |  |  |  |  |  |  |  |  |  |  |
|  |                                                 |  |  |  |  |  |  |  |  |  |  |  |  |  |  |  |
|  | Marta                                           |  |  |  |  |  |  |  |  |  |  |  |  |  |  |  |
|  |                                                 |  |  |  |  |  |  |  |  |  |  |  |  |  |  |  |
|  |                                                 |  |  |  |  |  |  |  |  |  |  |  |  |  |  |  |
|  | Bagrat IV de Geòrgia                            |  |  |  |  |  |  |  |  |  |  |  |  |  |  |  |
|  |                                                 |  |  |  |  |  |  |  |  |  |  |  |  |  |  |  |
|  |                                                 |  |  |  |  |  |  |  |  |  |  |  |  |  |  |  |
|  | Joan-Senaquirim II Arzeruni, rei de Baspracània |  |  |  |  |  |  |  |  |  |  |  |  |  |  |  |
|  |                                                 |  |  |  |  |  |  |  |  |  |  |  |  |  |  |  |
|  |                                                 |  |  |  |  |  |  |  |  |  |  |  |  |  |  |  |
|  | Mariam de Baspracània                           |  |  |  |  |  |  |  |  |  |  |  |  |  |  |  |
|  |                                                 |  |  |  |  |  |  |  |  |  |  |  |  |  |  |  |
|  |                                                 |  |  |  |  |  |  |  |  |  |  |  |  |  |  |  |
|  | Maria d'Alània                                  |  |  |  |  |  |  |  |  |  |  |  |  |  |  |  |
|  |                                                 |  |  |  |  |  |  |  |  |  |  |  |  |  |  |  |
|  |                                                 |  |  |  |  |  |  |  |  |  |  |  |  |  |  |  |
|  | Borena d'Alània                                 |  |  |  |  |  |  |  |  |  |  |  |  |  |  |  |
|  |                                                 |  |  |  |  |  |  |  |  |  |  |  |  |  |  |  |
|  |                                                 |  |  |  |  |  |  |  |  |  |  |  |  |  |  |  |